# Chlorerythra extenuata
Chlorerythra extenuata är en fjärilsart som beskrevs av Louis Beethoven Prout 1932. Chlorerythra extenuata ingår i släktet Chlorerythra och familjen mätare. Inga underarter finns listade i Catalogue of Life.